# Knud Nørregaard
Knud Nørregaard (født 25. april 1950) er en tidligere dansk fodboldspiller (angriber) og træner.

## Karriere
Som aktiv spiller repræsenterede Knud Nørregaard Vejle Boldklub og Esbjerg fB. Som træner har han arbejdet i Vejle Boldklub, Kolding Boldklub, Haderslev FK, Kolding FC og tilmed som træner for Kolding Byhold.
Størstedelen af sin karriere, 1969-1978, spillede han i Vejle Boldklub. Knud Nørregaard spillede sammen med Allan Simonsen, inden Allan Simonsen skiftede til udlandet. 
Knud Nørregaard spillede for VB i klubbens mest succesrige år, hvor den vandt det danske mesterskab tre gange og var det hold, der trak flest tilskuere til stadion. I disse år spillede VB i Europa Cup'en og vandt over storholdet Nantes. Knud Nørregaard scorede mod det franske mesterhold og blev VB's topscorer i Europa Cup'en med fire mål i alt. 
I de knapt 10 år, hvor han spillede for VB, vandt klubben den danske pokalturnering tre gange. Han huskes således fra pokalfinalen i 1975, som VB vandt 2-1 over B1909. VB kom foran i det 61. minut., da Knud Nørregaard fra højre side lagde bolden over til den modsatte stolpe, hvor Ib Jacquet kun behøvede at sætte indersiden på for at passere Claus Toppel i det fynske mål. Minuttet efter udlignede Torben Konradsen for B 1909, hvorpå Knud Nørregaard blev matchvinder for VB, da han seks minutter før tid satte hovedet til bolden efter hjørnespark fra Ib Jacquet.
Knud Nørregaard opnåede tre A-landsholdskampe for Danmark. Han beskrives i bogen Fodboldlandsholdet gennem 100 år af Steen Ankerdal som en elegant, teknisk dygtig og hurtig midtbanespiller med store styrker i det offensive spil. 
Efter sin karriere som aktiv fodboldspiller var Knud Nørregaard skoleleder på Kolding Friskole, hvor han fik 25 års jubilæum. Hans ledelse byggede bl.a. på udvikling af børnenes kreative og fysiske udfoldelse. Fodboldspillerne Mads Zederkof, Jeppe Simonsen og Jakob Sjøberg gik på skolen og havde Knud Nørregaard som underviser i Idræt. 
Efter han stoppede som skoleleder har han brugt sine kræfter i frivilligt arbejde, bl.a. som formand for New Start Kolding. Han er desuden formand for VB's seniorklub, hvor han også er foredragsholder.

## Titler
- Mesterskaber: 1971, 1978
- Pokaler: 1975